# Cluj Arena
La Cluj Arena est un stade omnisports situé à Cluj-Napoca en Roumanie.

## Événements
- Concert de Scorpions (Get Your Sting and Blackout World Tour), 8 octobre 2011[1].
- Match amical de football Roumanie - Espagne (0-0), 27 mars 2016[2].
- Accueille depuis 2015 l'Untold Festival qui est le plus grand festival de musique électronique de l'Europe de l'Est.

## Galerie

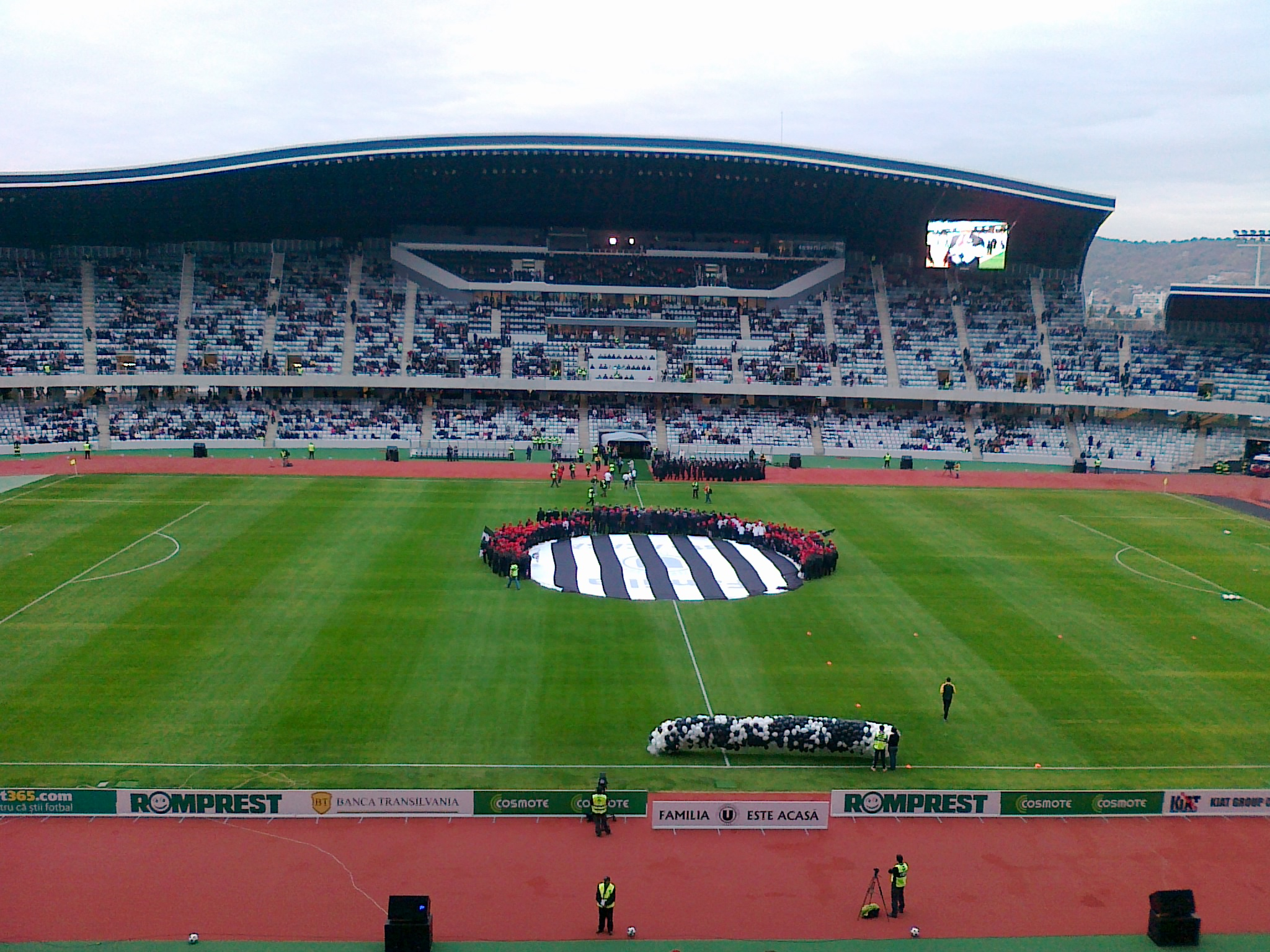